# Les Trieux
Les Trieux sont un lieu-dit situé sur les hauteurs de Pesche (sud-ouest), dans la commune de Couvin, en province de Namur (Région wallonne de Belgique).

## Étymologie
Un trieu (tri, triche, trixhe, try ; du moyen néerlandais driesch, de l'ancien francique *threosk) est un mot wallon désignant une jachère commune, lieu de pacage éventuel. C'est aussi le lieu où se tenaient les foires, kermesses, fêtes, et où l'on dansait. Quand il s'agit d'un lieu privé, c'est une friche, un terrain inculte.

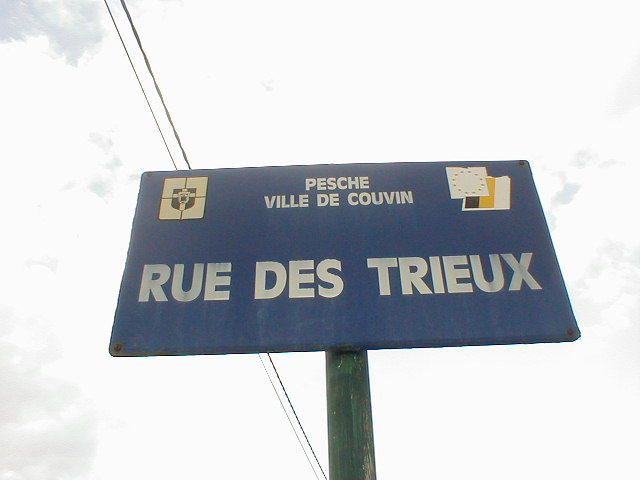
plaque de la rue située sur les Trieux